# Peromyia puncta
Peromyia puncta är en tvåvingeart som beskrevs av Jaschhof 2001. Peromyia puncta ingår i släktet Peromyia och familjen gallmyggor. Inga underarter finns listade i Catalogue of Life.